# Юри Николов
Юри Николов е бивш български футболист, полузащитник. Играл е за Ботев (Враца), Славия, Хебър, Велбъжд и Септември. В А група има 101 мача и 10 гола. Вицешампион през 1990 и бронзов медалист през 1991 г. с отбора на Славия. Има 2 мача за Славия в турнира за купата на УЕФА. За младежкия национален отбор е изиграл 6 мача.
След приключване на спортната си кариера, работи като футболен функционер. бил е Изпълнителен директор на ПОФК Ботев (Враца).
Юри Николов е баща на футболиста на ФК Сливнишки герой (Сливница) Кристиан Николов.

## Статистика по сезони
- Ботев (Враца) – 1985/86 – А група, 2 мача/0 гола
- Ботев (Враца) – 1986/87 – А група, 3/0
- Ботев (Враца) – 1987/88 – А група, 3/0
- Ботев (Враца) – 1988/89 – А група, 12/0
- Ботев (Враца) – 1989/90 – А група, 20/0
- Ботев (Враца) – 1990/ес. – Б група, 18/0
- Славия – 1991/пр. – А група, 5/0
- Хебър – 1991/92 – А група, 19/1
- Хебър – 1992/93 – Б група, 31/2
- Велбъжд – 1993/94 – В група, 26/7
- Велбъжд – 1994/95 – Б група, 28/6
- Септември – 1995/96 – Б група, 36/4
- Велбъжд – 1996/ес. – А група, 15/1
- Септември – 1997/пр. – Б група, 16/3
- Септември – 1997/98 – Б група, 29/6
- Септември – 1998/99 – А група, 21/1
- Ботев (Враца) – 2000/пр. – Б група, 14/0
- Ботев (Враца) – 2000/01 – Б група, 28/2